# أفنان الزياني
أفنان راشد الزياني هي أول من أصدر كتاب طبخ في البحرين عام 1983، وأول من قدم برامج طبخ عام 1986، وكان أولها السفرة الخليجية. هي أفضل سيدة أعمال في الشرق الأوسط للعام 2004، وأحد 100 شخصية ساهمت في تمكين المرأة اقتصادياً.

## النشأة والتعليم

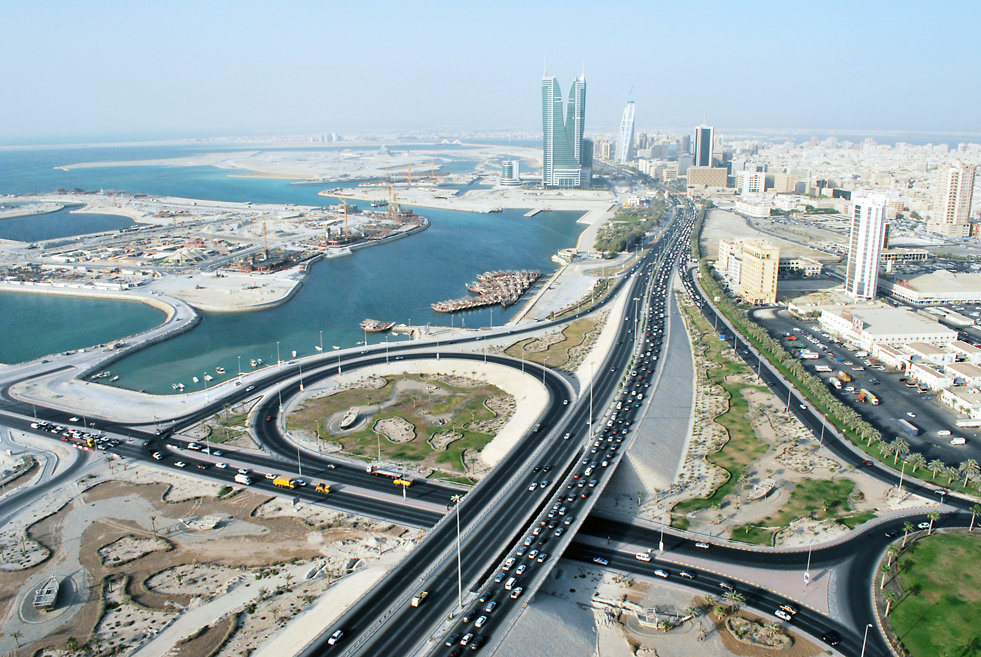
المنامة، حيث ولدت أفنان

ولدت أفنان في المنامة في البحرين وترعرعت الزياني في كنف عائلة مترابطة ومتمسكة بالتقاليد والأعراف، في هذه المملكة الخليجية الصغيرة المتوقع من النساء كبيراً وكثيراً كالتحصيل العلمي والزواج وتأسيس أسرة ومستقبل عملي وخدمة المجتمع. حصلت أفنان الزياني على بكالوريوس في علم تكنولوجيا تصنيع الأغذية من جامعة تكساس التقنية في الولايات المتحدة الأميركية سنة 1976.

## الحياة الوظيفية
سلكت أفنان الزياني طريقها في شركة العائلة واعتلت مناصب قيادية في الشركة إلى أن اشترت شركة الزياني للخدمات التجارية -إحدى شركات العائلة في عام 1999م، وسـرعان مـا انخرطت الزياني في شبكة سيدات الأعمال في المنطقة. فتـرأست جمعية سيدات الأعمال البحرينية مـنذ عام 2002م حـتى عام 2004م ووضـعـت أجنـدة طموحة تخدم جميع السيدات في مجـال العـمـل التـجاري.
واليوم هي تعلم سيدات الأعمال البحرينيات مهارات الاستفادة من اتفاقية التجارة الحرة مع الولايات المتحدة الأمريكية. وتعمل بجد للمزيد من الدعم للمؤسسات الصغيرة والمتوسطة.
في عام 2006م، شُكلت شبكة سيدات الأعمال لدول الشرق الأوسط وشمال أفريقيا، وهي تضم مجموعة من منظمات سيدات الأعمال بدعم من وزارة الخارجية الأمريكية والمبادرة الأمريكية للشراكة الشرق أوسطية. وجدير بالذكر أن الزياني كانت هي الاختيار الطبيعي لقيادة تلك الشبكة خلال فترة التأسيس والاستقلال.
تشغل أفنان منصب الرئيس والمالك لشركة الزياني للخدمات التجارية ش.ش.و والتي تعمل في مجال المعدات المكتبية. وهي عضو مجلس إدارة جمعية سيدات الأعمال البحرينية؛ ورئيس لجنة سيدات الأعمال في غرفة تجارة وصناعة البحرين منذ 2005 وحتى نهاية الدورة عام 2013. كما أنها تعد من أبرز مؤلفات الكتب والبرامج التلفزيونية الخاصة بالطهي.

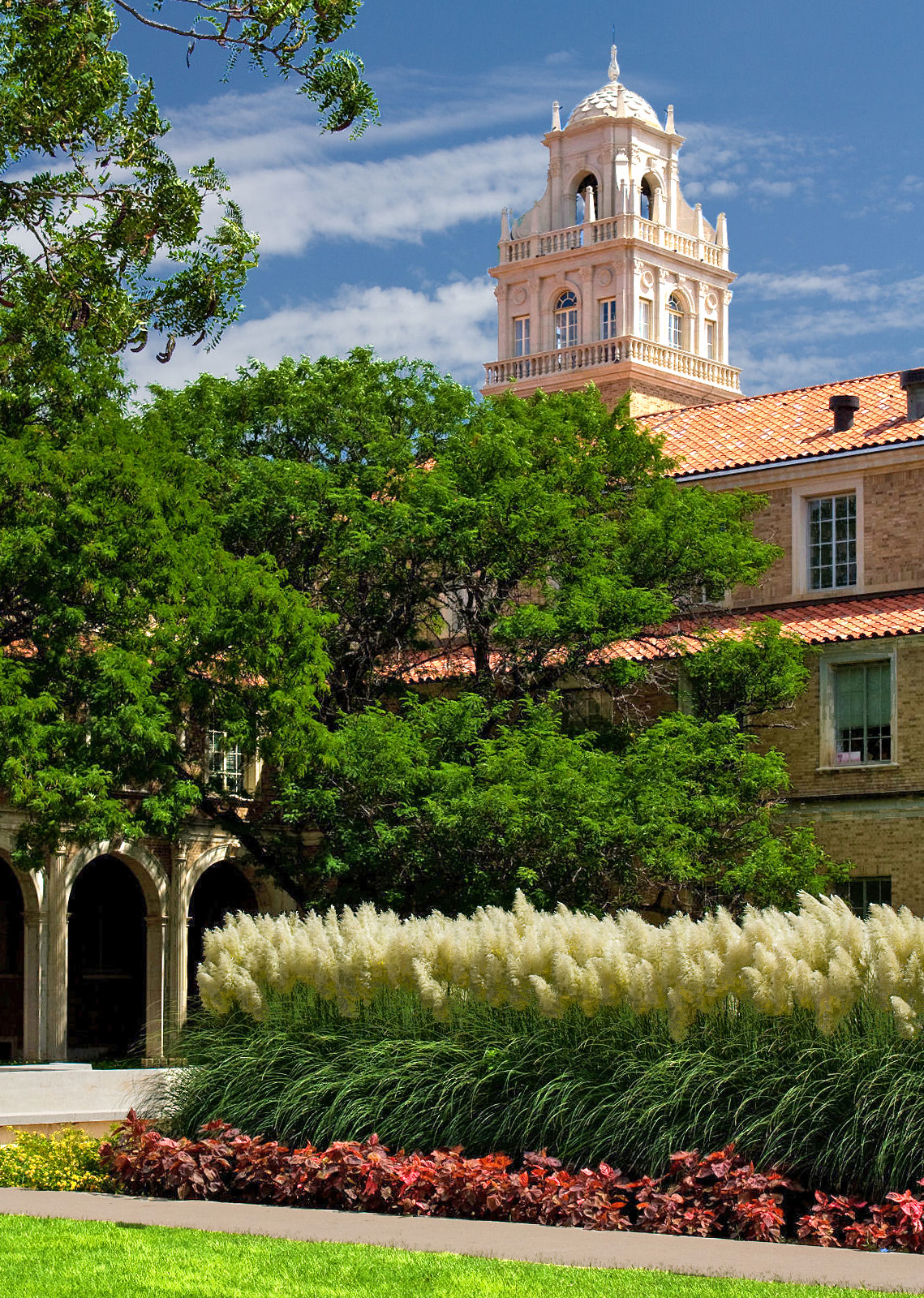
صورة من جامعة تكساس التقنية، حيث درست أفنان

### فكر يتشكل
أدركت أفنان أن تمكين المرأة اقتصادياً لا يقتصر على زيادة هامش الربح، كما أدركت أن تقدم بلدها يعتمد على المشاركة الكاملة للرجال والنساء معاً، وأن كانت حقوق النساء مصانة في نظام التقاضي فإن المردود المباشر سيكون الأمان والاستقرار الأسري والمساهمة الدائمة لتطور المجتمع البحريني، فانخرطت أفنان الزياني في التنسيق بين العديد من شرائح المجتمع بما فيها مؤسسات المجتمع المدني والحكومة لضمان إصدار أول قانون لأحكام الأسرة.

### الطبخ
أفنان سيدة تتميز في حبها للطهو ولها العديد من المؤلفات والكتب، كما البرامج التلفزيونية الخاصة بالطهي خصوصاً في شهر رمضان المبارك، وعلى مدار السنة. ولها الكثير من المعجبات خصوصاً في هذا المجال إذ تعتبر طريقة طهيها ووصفاتها ليست فقط باللذيذة بل صحية ومفيدة وتساهم في إعطاء جسم الإنسان مناعة ضد الأمراض.
نالت الزياني جائزة أفضل كتاب طبخ عربي في العالم لعام 2009 المقدمة من جائزة جورماند العالمية لكتب الطبخ؛ وبذلك تكون أول بحرينية وخليجية تفوز بهذه الجائزة على مستوى العالم، حيث تنافس على هذه الجائزة في شرائحها المختلفة 136 كتاباً من 44 بلداً.
وبعد نيلها هذه الجائزة أشارت إلى أن محبي الطعام سيكتشفون ثقافات أخرى وجديدة في كتابها لم يعرفوها يوماً من قبل. وقد حصلت على هذه الجائزة عن آخر إصداراتها «أفنانيات» الذي يحتوي على 60 وصفة باللغتين العربية والإنكليزية. وكانت الوحيدة من دول الخليج التي شاركت في المسابقة، وكان التحدي أمامها كبيرًا للمحافظة على هذا المركز المتقدم عالمياً ممّا فتح أمامها المجال للانتباه إلى إصدار كتب طبخ تناسب الأطفال مع اتباع سبل السلامة والتغذية الصحية.

### المعارض
شاركت أفنان في العديد من معارض الكتاب، وعروض حية لطهاة عالميين في مختلف المطابخ العالمية المشهورة، وكذلك كانت دائماً على طاولة الشرف لتلقي محاضرات عالمية. وهي تؤكد في كل فرصة أن هذه النشاطات تفتح لها المجال لتكون عالمية، كما أنها فرصة لترجمة أعمالها إلى كل اللغات لتصل إلى أكبر عدد ممكن من القراء والمهتمين. وفي كل لقاء تعبّر الزياني عن أن هدفها من خلال كتبها، يكمن في المحافظة على التراث الخليجي وتعريف العالم عليه، لضمان انتشاره بين كل الناس.

### طفرة
في عام 1988 أصدرت أفنان كتاب «مذاق الخليج العربي»، وكان أول كتاب طبخ متخصص خليجي يصدر باللغة الإنجليزية. وعليه حازت في عام 1992 جائزة العمل الوطني تكريمًا لجهودها في حفظ تراث المطبخ البحريني الخليجي.
وفي عام 1994، أصدرت كتابها ما لذ وطاب، ومنها برنامج طبخ طيبات في عام 1997 باللغة الإنجليزية، وبرنامج الأكل بذكاء عام 1996، وفي عام 2004 أصدرت كتابها لذائذ أفنان، ويشمل وصفات سلسلة برنامج لذائذ 5,4,3,2,1 التلفزيوني. حيث انطلقت من تلفزيون البحرين بتقديم برامج الطبخ منذ عام 1986 ببرنامج السفرة الخليجية، وتبعته برامج عدة، كان أحدها باللغة الإنجليزية، وهو Gulf Delights.
وفي عام 2007 قدمت برنامج رمضان أطيب من خلال تلفزيون الشرق الأوسط إم بي سي. كما قدمت برامج عدة من خلال تلفزيون قطر، وهي صحة وعافية عام 2006، وعوافي عام 2005، وكان آخرها برنامج أفناّنيات عام 2008. وفي عام 2012 قدمت برنامج «يلا نطبخ مع أفنان» من تلفزيون البحرين.

### عيش وملح
في ال25 من يونيو عام 2014، احتفل أفنان بإصدار كتاب الطبخ «عيش وملح»، وهو سادس إصداراتها، بعد السفرة الخليجية، ومذاق الخليج العربي، وما لذ وطاب ولذائذ أفنان وأفنانيات.
يقع كتاب «عيش وملح» في 205 صفحة بطباعة فاخرة، تحوي وصفات مالحة متنوعة، منها وصفات صحية، مع توضيحات بخطوات الإعداد ومعلومات غذائية، يبلغ عدد الوصفات قرابة 75 وصفة، باللغتين العربية والإنجليزية.
وأوضحت الزياني خلال حفل التدشين أنها أطلقت اسم «عيش وملح» على الكتاب لكونه يحتوي على الوصفات المالحة، وأن كلمة العيش والملح أتت من أشقائها في جمهورية مصر العربية، كناية عن الألفة والعشرة اللتين تتولدان حين يجتمع أفراد الأسرة والأصدقاء حول المائدة.
وفي تصريح آخر لوكالة أنباء البحرين بأن التحضيرات لإصدار الكتاب امتدت لعامين من العمل المتواصل نظرًا إلى التدقيق اللغوي باللغتين العربية والأجنبية، كذلك بالنسبة إلى الصور واختيار الألوان والوصفات الغذائية، وذلك حتى يرى الكتاب النور بالشكل المرضي للجميع ولمحبي الطبخ.

#### وصفات جديدة
وتضيف الزياني بأن الجديد في هذا الكتاب -عيش وملح- احتواءه على الكثير من الوصفات الجديدة والمعلومات الغذائية الصحية، كالسعرات الحرارية والفيتامينات والبروتينات والقيمة الغذائية في كل وجبة، إضافة إلى الوجبات المناسبة لجميع المصابين ببعض الأمراض، كالكولسترول والضغط والسكري وغيرها.
وتؤكد الزياني أن هذا الكتاب هو نوع من التحدي بمزيد من الأبداع والتطور والحفاظ على المستوى، خاصة بعد فوزها في عام 2010 بجائزة جورماند العالمية بمشاركة 450 طباخ، وذلك عن كتابها أفنانيات، والذي اختير كأفضل كتاب طبخ عربي لعام 2009.
وقد جاء في تقرير المحكمين إن كتاب أفنانيات يمد جسرًا بين الحضارة العربية والحضارات الأخرى من خلال الترجمة، كما أعجبوا بأسلوبه الواضح المبسط والمناسب حتى للمبتدئين، كما تؤكد السيدة الزياني مشاركة كتاب الطبخ «عيش وملح» في مسابقة غورماند العالمية لعام 2014.

### مسابقات الطبخ
تساهم أفنان الزياني في التحكيم في الكثير من مسابقات الطبخ على مستوى البحرين، كما ساهمت في التحكيم في العديد من معارض الأغذية مثل: ميفيكس وعدد من مسابقات الطبخ المنظمة من قبل مؤسسات المجتمع المدني.
يشار إلى أن الزياني أدارت أيضًا حلقة «مجموعة تركيز حول رائدة العمل البحرينية في مجال المطاعم والمقاهي.. الواقع والتحديات وآليات الاستدامة» بتنظيم من المجلس الأعلى للمرأة، لكونها عضوًا في المجلس الأعلى للمرأة ورائدة في مجال الطبخ، وذلك لحصر التحديات التي تواجه العاملين في مجال المقاهي والمطاعم وبحث إمكانية دعم المجلس الأعلى للمرأة في مساعدة الرائدات على مواجهة تلك التحديات.

## احتفاء عالمي
عالمياً للزياني شهرة واسع، فاختيرت من قبل مجلة فوربس من ضمن أقوى 50 سيدة في الشرق الأوسط لعام 2005 . كما كانت ضمن الـ 100 شخصية الأكثر قوّة في الوطن العربي لعام 2007، من قبل مجلة أرابيان بزنس".
وفي عام 2010، فازت أفنان بـ«جائزة القيادة في الحياة العامة» المقدمة من مؤسسة «فايتل فويسز» ضمن 6 نساء كرمن، هذا العام، تقديرا لدورها في دعم تقدم المرأة ودورها القيادي في منطقة الشرق الأوسط وشمال أفريقيا وانتخابها أول رئيس لشبكة سيدات الأعمال في الشرق الأوسط «مينا بي دبليو إن»، التي تضم 11 منظمة لسيدات الأعمال في المنطقة.
خلال فعاليات «الملتقى العربي» في أكتوبر 2011، تم تكريم الزياني على الدور الذي تقوم به في إطار التمكين الاقتصادي للمرأة ودورها الرائد في المسؤولية المجتمعية.

## إنجازات
- جائزة أفضل سيدة أعمال في الشرق الاوسط لعام 2004.
- اختيرت من قبل مجلة فوربز من ضمن اقوى الـ 50 سيدة في الشرق الاوسط لعام 2005م.
- اختيرت من قبل مجلة أرابيان بزنس Arabian Business من ضمن الـ 100 شخصية الأكثر قوة في الوطن العربي لعام2007م.[1]
- فازت أفنان الزياني من ضمن ست نساء في العالم بجائزة القيادة في الحياة العامة المقدمة من مؤسسة فاينل فويستر وذلك في الاحتفال السنوي التاسع للقيادات العالمية الذي أقيم مؤخرا في مركز جي كينيدى في واشنطن بالولايات المتحدة الأمريكية.[8]